# Ruprecht 2. af Pfalz
Ruprecht 2. af Pfalz (født 14. maj 1325 i Amberg – død 6. januar 1398 samme sted), søn af pfalzgreve Adolf af Pfalz (1300–1327) og Irmengard af Oettingen (1310–1389). Han var pfalzgreve af Pfalz-Zweibrücken i 1394–1398 og kurfurste af Pfalz i 1390–1398.

## Ægteskab
Ruprecht 2. giftede sig med Beatrix af Sizilien-Aragon (1326–1365) (en datter af kong Peter 2. af Sicilien (1304–1342)).
De fik syv børn. Den næstyngste var Ruprecht 3. af Pfalz, der blev tysk-romersk konge i 1400–1410.